# Valeriu Calancea
Valeriu Calancea (* 18. November 1980 in Chișinău, Moldauische SSR, Sowjetunion) ist ein ehemaliger rumänischer Gewichtheber. Er trat zunächst in der Klasse bis 85 kg und später in der Klasse bis 94 kg an.

## Karriere
Valeriu Calancea wurde in Moldawien geboren, wo er mit dem Gewichtheben begann. 1999 siedelte er nach Rumänien über, wo er dem Verein CSM Dunărea Galați beitrat. Im selben Jahr wurde er rumänischer Staatsbürger, nachdem er nachweisen konnte, dass sein Großvater ein Rumäne war. Am 11. August 2000 stimmte das Nationale Olympische Komitee Rumäniens seiner Teilnahme an den Olympischen Spielen in Sydney zu. Dort belegte er mit 365 kg den 10. Platz im Zweikampf und stellte mit 205 kg einen neuen Juniorenweltrekord im Stoßen auf. Einen Monat später gewann Calancea bei den Junioren-Europameisterschaften in Rijeka drei Medaillen: Silber im Stoßen sowie Bronze im Reißen und im Zweikampf.
2002 konnte er sowohl bei den Europameisterschaften in Antalya als auch bei den Weltmeisterschaften in Warschau die Bronzemedaille im Stoßen erringen.
Calancea gewann völlig überraschend zwei Goldmedaillen bei den Weltmeisterschaften 2003 in Vancouver. Trotz eines achten Platzes im Reißen mit gehobenen 167,5 kg gelang ihm der Gesamtsieg mit 382,5 kg, nachdem er den Titel im Stoßen mit 215 kg erringen konnte.
Bei den Olympischen Spielen 2004 in Athen musste er wegen einer Verletzung am Ellenbogen aufgeben. Ein Jahr später gewann er bei den Europameisterschaften in Sofia Gold im Stoßen mit 205 kg und Silber im Zweikampf mit 367 kg, obwohl er im Reißen mit 162 nur Sechster geworden war. Noch erfolgreicher war seine Teilnahme an den Europameisterschaften 2007 in Straßburg, wo Calancea mit 208 kg den Titel im Stoßen verteidigen konnte und zudem nach einer Bronzemedaille im Reißen mit 165 kg auch den Titel im Zweikampf mit 373 kg gewann.
Fünf Monate später wurde er jedoch bei den Weltmeisterschaften im Gewichtheben 2007 des Dopings überführt und für zwei Jahre gesperrt. Nach seiner Rückkehr stieg Calancea in die Gewichtsklasse bis 94 kg auf und gewann bei den Weltmeisterschaften 2009 Bronze im Stoßen. Ein Jahr später holte er bei den Weltmeisterschaften in Antalya den Titel im Stoßen sowie Bronze im Zweikampf. 2011 konnte er seinen Erfolg nicht wiederholen und kam lediglich auf einen 18. Rang im Reißen, während er im Stoßen drei ungültige Versuche bei 212 kg hatte. Im März 2012 beendete Calancea seine aktive Karriere aus gesundheitlichen Gründen.

## Sonstiges
Valeriu Calancea ist der ältere Bruder des moldawischen Fußballtorhüters Nicolae Calancea (* 1986).